# Olho d'Água das Cunhãs
Olho d'Água das Cunhãs là một đô thị thuộc bang Maranhão, Brasil. Đô thị này có diện tích 552,619 km², dân số năm 2007 là 17008 người, mật độ 30,78 người/km².